# Wolfgang Naumann
Wolfgang Naumann (* 3. Februar 1936 in Röhrsdorf, Amtshauptmannschaft Chemnitz) ist ein ehemaliger deutscher Politiker und Funktionär der DDR-Blockpartei National-Demokratische Partei Deutschlands (NDPD).
Neumann wurde Wirtschaftstreuhänder und Vorsitzender der PGH Mechanik Wittgensdorf, Kreis Karl-Marx-Stadt.
Er trat der 1948 in der Sowjetischen Besatzungszone neugegründeten NDPD bei. Bei den Wahlen zur Volkskammer der DDR war Naumann Kandidat der Nationalen Front der DDR. Von 1976 bis 1986 war er Mitglied der NDPD-Fraktion in der Volkskammer.